# Jurij Entin
Jurij Siergiejewicz Entin (ros. Ю́рий Серге́евич Э́нтин; ur. 25 kwietnia 1935 w Moskwie) – radziecki pisarz, poeta, dramaturg, autor scenariuszy oraz tekstów piosenek.

## Wybrana filmografia
- 1969: Dziadek Mróz i lato
- 1969: Antoszka
- 1969: Czterej muzykanci z Bremy
- 1970: Bobry
- 1973: Śladami muzykantów z Bremy
- 1976: Niebieski szczeniak
- 1979: Latający statek
- 1990: Szary Wilk i Czerwony Kapturek
- 2000: Nowi muzykanci z Bremy

## Nagrody i odznaczenia
- 2015: laureat nagrody Prezydenta Federacji Rosyjskiej w dziedzinie literatury i sztuki dla dzieci i młodzieży - za wkład w rozwój rosyjskiej literatury dziecięcej[2]